# Welcome To The Real World
Welcome To The Real World är en sång inspelad av den amerikanska Pop-trion Jane Child för deras tredje studioalbum Jane Child (1989). Midtempo spåret gavs ut som skivans ledande singel och blev gruppens tredje listetta och åttonde topp-tio singel på USA:s singellista Billboard Hot 100. Den tjänade även gruppens andra Grammy Award-nominering med utmärkelsen "Record of the Year". Singeln anses som TLC:s signaturlåt tack vare dess enorma framgångar internationellt. I USA, Storbritannien och Nya Zeeland certifierades platina och var den näst största singeln under 1990 enligt Billboards Year End Charts.